# 泉州公交301路
泉州公交301路是中华人民共和国泉州市境内的一条公共交通线路，原名501路，全程3.5公里。起讫点为河市公交站至经贸学校洛江校区，运营时间为河市公交站7:00-18:00、经贸学校洛江校区7:10-18:20。

## 历史
- 2012年5月10日，泉州公交发展有限公司（公交集团前身）发布开通501路的预告[1]
- 2012年6月28日，泉州公交开通501路。初期运营区间为河市公交站-五金机电产业园，初期运营时间为双向7:00-17:50冬/18:20夏，使用车辆为2部少林SLG6600C3GE型柴油空调小巴[2]
- 2013年4月26日，因开通503（现303路）的需要，以及因开线以来长期客流不佳[3]，三分公司（现更名为洛江公司）划拨501路所有车辆用于开通503路，501路停运[4]
- 2014年11月21日，501路更换为2部友谊ZGT6608NV1C型LNG空调小巴，并重新恢复运营
- 2015年4月1日，应泉州市交通委的要求，泉州公交将501路更名为301路[5]
- 2017年4月25日，因开通305路需要，三分公司抽调301路1部友谊ZGT6608NV1C，301路配车数降为1部
- 2019年7月25日，为解决经贸学校洛江校区出行需要，301路取消途经五金机电产业园、洛滨北路、滨水路，改为途经310县道至经贸学校洛江校区始发终到。运营时间调整为河市公交站7:00-17:50、经贸学校洛江校区7:40-18:20，配车数不变。[6]
- 2020年1月27日，为配合洛江区交通局关于新型冠状病毒肺炎防控要求。301路自当日首班起暂停运行至2月18日。
- 2020年2月19日，301路恢复运营。
- 2022年2月13日，自该日起301路双向取消停靠滨水路口站。[7]
- 2022年3月16日，因疫情防控要求暂停中心市区范围内所有公交线路运营。301路自当日首班起暂停运营至4月4日。[8]
- 2022年4月5日，301路自当日首班起恢复运营。[9]
- 2023年9月25日，因优化调整，自该日起301路经贸学校洛江校区首班提前至7:10，河市公交站末班延迟至18:00发车。[10]
- 2025年6月26日，因原配车辆已达报废标准，301路自该日起接手并更换1部自37路退下的金旅XML6606JEVA0C1型空调电动巴士。原配1部ZGT6608NV1C退役拍卖，配车数不变。

## 站点
| 路线 | 路线 | 路线 | 所在地区、街道 | 所在地区、街道 | 站点名           | 备注   |
| ---- | ---- | ---- | -------------- | -------------- | ---------------- | ------ |
|      |      |      | 洛江区         | 万虹路         | 河市公交站       | 起讫站 |
|      |      |      | 洛江区         | 万虹路         | 河市             |        |
|      |      |      | 洛江区         | 万虹路         | 下庄路口         |        |
|      |      |      | 洛江区         | 万虹路         | 浮桥村           |        |
|      |      |      | 洛江区         | X310           | 县道310路口      |        |
|      |      |      | 洛江区         | X310           | 经贸学校洛江校区 | 起讫站 |

## 票价
301路计价方式为一票制，票价¥1.0。
- 泉通卡普通卡9折，月票卡乘坐刷1次。敬老卡、爱心卡有效
- 可使用泉城通APP及支付宝、云闪付、微信乘车码支付

## 配车
301路配车数总计1部，其中：
- 金旅XML6606JEVA0C1  1部

- 友谊ZGT6608NV1C
（2014.11 - 2025.6）

## 相关
- 泉州公交线路列表